# 케이프짧은귀저빌
케이프짧은귀저빌(Desmodillus auricularis)은 황무지쥐아과에 속하는 설치류의 일종이다. 케이프짧은귀저빌속(Desmodillus)의 유일종이다. 앙골라와 보츠와나, 나미비아, 남아프리카공화국에서 발견된다. 자연 서식지는 뜨거운 사막 지대와 온대 사막이다.